# Thomas Wright (astronom)

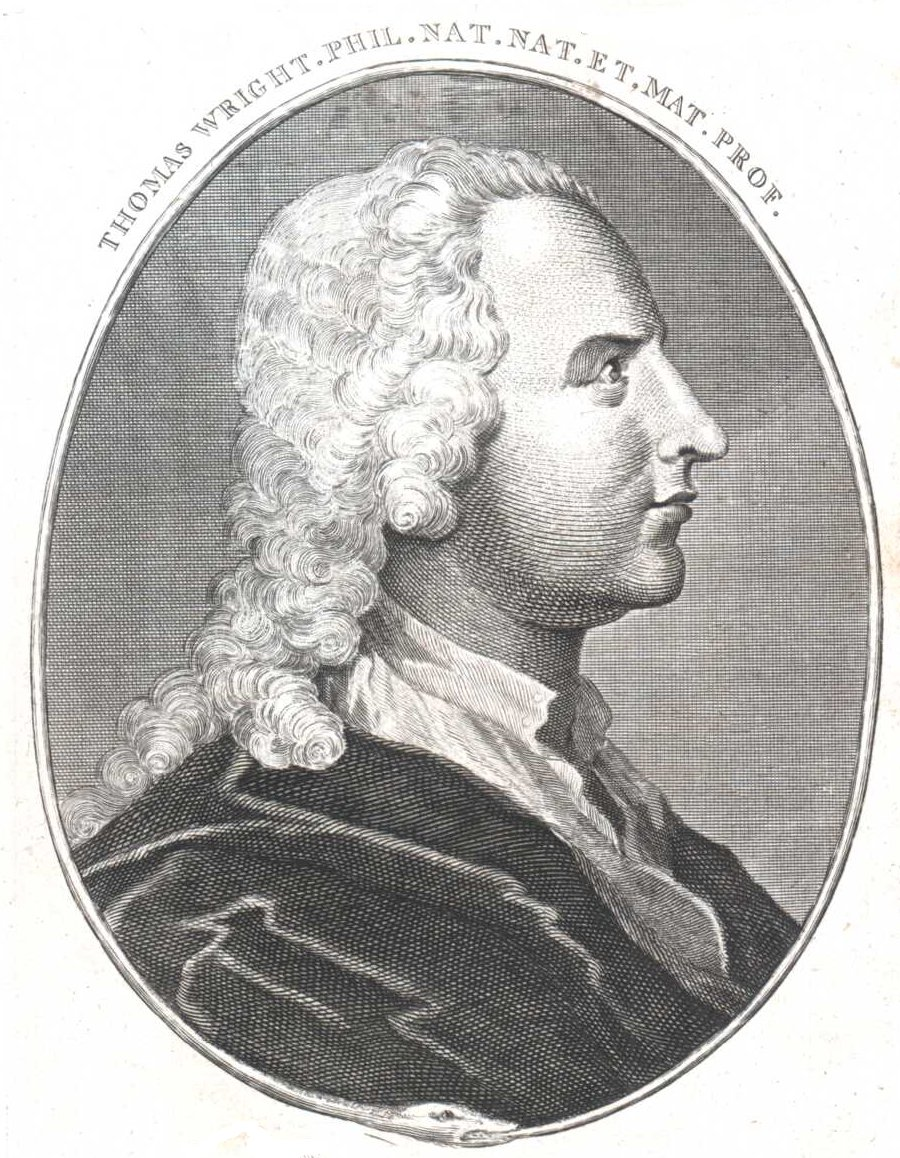
Thomas Wright

Thomas Wright, född den 22 september 1711, död den 25 februari 1786, var en engelsk astronom, matematiker, instrumentmakare, arkitekt och trädgårdsdesigner.
Wright är mest känd för att år 1750 ha publicerat An original theory or new hypothesis of the universe, som förklarar Vintergatans utbredning på himlen som en följd av att vi betraktar en platt skivformad struktur av stjärnor från insidan. Denna idé togs sedan upp och vidareutvecklades av Immanuel Kant.
Wright föddes i Byers Green i Durham. 1730 startade han en skola i Sunderland där han lärde ut matematik och navigation. Han flyttade senare till London och arbetade där en tid innan han återvände till Durham och där byggde ett observatorium i Westerton.
Nedslagskratern Wright på månen är uppkallade efter honom, Frederick Eugene Wright och William Hammond Wright.